# Карл (Хоенцолерн-Зигмаринген)
Карл Антон Фридрих Майнрад Фиделис фон Хоенцолерн-Зигмаринген (на немски: Karl Anton Friedrich Meinrad Fidelis von Hohenzollern-Sigmaringen; * 20 февруари 1785 в Зигмаринген; † 11 март 1853 в Болоня) е от 17 октомври 1831 г. до 27 август 1848 г. княз на Хоенцолерн-Зигмаринген.
Той е син на княз Антон Алойс фон Хоенцолерн-Зигмаринген (1762 – 1831) и съпругата му принцеса Амалия Цефирина фон Залм-Кирбург (1760 – 1841), дъщеря на княз Филип Йозеф фон Залм-Кирбург и Мария Тереза фон Хорнес. Внук е на граф Карл Фридрих фон Хоенцолерн-Зигмаринген (1724 – 1785) и графиня Йохана фон Хоенцолерн-Берг (1727 – 1787).
Майка му оставя Карл на десет седмици в Зигмаринген и живее голяма част от живота си в Париж. Тя урежда също брака на Карл с племенница на Наполеононовата най-малка сестра Каролина Бонапарт.
Карл участва в походите на френската войска и често е на лична служба на Наполеон, но през 1813 г. е на страната на Алианса.
Той основава окръжна болница и сграда за управлението в Зигмаринген. Карл премахва робството. Той е смятан за учен и си кореспондира с Александър фон Хумболт.
По време на революцията в Зигмаринген (1848) Карл абдикира на 27 август 1848 г. в полза на син му Карл Антон фон Хоенцолерн-Зигмаринген.
Той умира на 11 март 1853 г. на 68 години в Болоня по време на пътуване до Рим.

## Фамилия
Карл фон Хоенцолерн-Зигмаринген се жени на 4 февруари 1808 г. в Париж за френската принцеса Мария Антуанет Мюра (* 5 януари 1793, Лабастиде-Мурат, Лот; † 19 януари 1847, Зигмаринген), дъщеря на Пиер Мюра (1748 – 1792) и Луиза (1762 – 1793). Тя е племенница на Жоашен Мюра (1767 – 1815), крал на Неапол (1808 – 1815), който е женен за Каролина Бонапарт, сестра на Наполеон I. Те имат децата:
- Анунциата Каролина Йоахима Антоанета Амалия фон Хоенцолерн-Зигмаринген (* 6 юни 1810, Зигмаринген; † 21 юни 1885, Зигмаринген; † 1885), омъжена I. на 7 януари 1839 г. в Зигмаринген за граф Фридрих Франц Антон фон Хоенцолерн-Хехинген (1790 – 1847), II. на 2 февруари 1850 г. в манастир Лихтентал за Йохан Щегер фон Валдбург (1822 – 1882)
- Карл Антон Йоахим Цефиринус Фридрих Майнрад (* 7 септември 1811 в Краухенвиз близо до Зигмаринген; † 2 юни 1885 в Зигмаринген), последният княз на Хоенцолерн-Зигмаринген (от 27 август 1848 до 7 декември 1849), глава на целия дом Хоенцолерн (1869 – 1885), от 1858 до 1862 г. пруски министър-председател, женен на 31 октомври 1834 г. в Карлсруе за принцеса Жозефина Фредерика Луиза фон Баден (1813 – 1900)
- Амалия Антоанета Каролина Адриена (* 30 април 1815 в Зигмаринген; † 14 януари 1841 в Зигмаринген), омъжена на 25 юли 1835 г. в Зигмаринген за принц Едуард фон Саксония-Алтенбург (1804 – 1852)
- Фридерика Вилхелмина (* 24 март 1820 в Зигмаринген; † 7 септември 1906, Форли в Италия), омъжена на 5 декември 1844 г. за маркиз Джоаккино Наполеоне Пеполи (1825 – 1881)

Карл фон Хоенцолерн-Зигмаринген се жени втори път на 14 март 1848 г. в Купферцел за принцеса Катарина фон Хоенлое-Валденбург-Шилингсфюрст (* 19 януари 1817, Щутгарт; † 15 февруари 1893, Фрайбург), вдовица на граф Франц Ервин фон Ингелхайм († 6 юли 1845), дъщеря на принц Карл Албрехт III фон Хоенлое-Валденбург-Шилингсфюрст (1776 – 1843) и втората му съпруга принцеса Леополдина фон Фюрстенберг (1791 – 1844). Бракът е бездетен.